# Patrick Harrington
Patrick Harrington, detto Pat (Toledo, 17 aprile 1965), è un ex calciatore ed ex giocatore di calcio a 5 canadese.

## Carriera

### Calcio
Con la Nazionale canadese di calcio ha disputato una gara. Utilizzato nel ruolo di portiere per una stagione è stato al Charlton Athletic per poi tornare in patria e giocare con Toronto Blizzard, Montréal Supra e Montreal Impact.

### Calcio a 5
Come massimo riconoscimento in carriera ha la partecipazione con la Nazionale di calcio a 5 del Canada al FIFA Futsal World Championship 1989 dove i nordamericani sono stati eliminati al primo turno nel girone comprendente Belgio, Argentina e Giappone.